# Tadeusz Szumlicz
Tadeusz Ryszard Szumlicz (ur. 22 stycznia 1945 r. w Rzeszowie) – polski ekonomista specjalizujący się w zakresie ubezpieczeń i polityki społecznej, profesor nauk ekonomicznych związany z SGH w Warszawie. 

## Życiorys
Od 1970 związany z SGPiS (obecnie Szkoła Główna Handlowa w Warszawie). W 1978 obronił na SGPiS pracę doktorską z dziedziny nauk ekonomicznych pod kierunkiem Michała Olędzkiego - Gospodarowanie zasobami siły roboczej w układzie przestrzennym Polski (1950-1980). W 1994 uzyskał na SGH habilitację na podstawie dorobku naukowego oraz dysertacji Modele polityki społecznej. W tym samym roku został powołany na stanowisko profesora nadzwyczajnego SGH. W 2006 z rąk prezydenta RP otrzymał tytuł naukowy profesora nauk ekonomicznych i jednocześnie otrzymał stanowisko profesora zwyczajnego SGH. 
W 1995 zorganizował i został pierwszym kierownikiem Katedry Ubezpieczenia Społecznego w Kolegium Ekonomiczno-Społecznym SGH. Profesor zwyczajny, kierownik Zakładu Ubezpieczeń Zdrowotnych na Wydziale Nauk o Zdrowiu Uniwersytetu Medycznego w Łodzi. Profesor zwyczajny w Wyższej Szkole Finansów i Zarządzania w Warszawie. Do 2006 pełnił funkcję profesora zwyczajnego w Wyższej Szkole Ekonomiczno-Informatycznej w Warszawie. Arbiter Sądu Polubownego przy Komisji Nadzoru Finansowego.

## Członkostwo w organizacjach
- członek Komitet Nauk o Pracy i Polityce Społecznej PAN
- wiceprezes Polskiego Towarzystwa Polityki Społecznej
- członek Rady Monitoringu Społecznego
- prezes Sądu Polubownego przy Rzeczniku Ubezpieczonych (2004-2008)[1]

## Odznaczenia, nagrody i wyróżnienia
- 2005 – "Człowiek Roku Ubezpieczeń"[3]
- 2006 – Nagroda Ministra Nauki i Szkolnictwa Wyższego
- 2010 – Zasłużony dla Konsumentów usług ubezpieczeniowych
- 2010 – Specjalny medal XX-lecia Polskiej Izby Ubezpieczeń
- 2011 – Lider Edukacji Ubezpieczeniowej
- 2011 – Medal Komisji Edukacji Narodowej
- 2016 – Krzyż Kawalerski Orderu Odrodzenia Polski[4]

## Dorobek naukowy
Autor książek, artykułów i ekspertyz z zakresu polityki społecznej (zatrudnienie, zabezpieczenie społeczne, zabezpieczenie zdrowotne, zabezpieczenie emerytalne) i ubezpieczeń (metoda ubezpieczenia, rynek ubezpieczeń, ubezpieczenia życiowe, ubezpieczenie gospodarstwa domowego).
Książki
- Przestrzenne aspekty zatrudnienia, Warszawa: "Książka i Wiedza", 1987

- Modele polityki społecznej, Warszawa: Oficyna Wydawnicza Szkoły Głównej Handlowej w Warszawie, 1994
- Społeczne aspekty ubezpieczenia, Warszawa: Oficyna Wydawnicza Szkoły Głównej Handlowej w Warszawie, 2005 (red.)
- Ubezpieczenie społeczne - teoria dla praktyki, Warszawa–Bydgoszcz: Oficyna Wydawnicza Branta, 2006
- Podmiotowość w zarządzaniu zmianą systemu ochrony zdrowia, Warszawa 2007[5].
- Społeczne aspekty rozwoju rynku ubezpieczeniowego, Warszawa: Oficyna Wydawnicza Szkoły Głównej Handlowej w Warszawie, 2010 (red.)
- Ubezpieczenie w polityce społecznej. Teksty i komentarze, Warszawa: Fundacja Instytut Zarządzania Ryzykiem Społecznym, 2015